# Ewa Sapieżyńska
Ewa Sapieżyńska (ur. 1980) – polsko-norweska pisarka, socjolożka i iberystka. 
Stopień doktora nauk społecznych zdobyła na Universidad de Chile. Wykładała w Chile i w Polsce. Obecnie mieszka w Oslo. 
W 2022 roku wydała w Norwegii książkę „Jeg er ikke polakken din” (Wydawnictwo Manifest). Pozycja została zakupiona przez Norweską Radę Kultury do wszystkich bibliotek, a jej fragment włączono do platformy edukacyjnej dla szkół średnich. Była jedną z książek roku 2022 według Klassekampen.
W 2023 książka „Nie jestem twoim Polakiem. Reportaż z Norwegii” ukazała się w Polsce nakładem Wydawnictwa Krytyki Politycznej i znalazła się wśród pięciu publikacji nominowanych do Nagrody im. Beaty Pawlak 2023. W 2024 otrzymała londyńską Nagrodę Literacką za najlepszą książkę roku od Związku Pisarzy Polskich na Obczyźnie.
"Nie jestem twoim Polakiem" to opowieść o Polakach, największej mniejszości narodowej w Norwegii, która rzadko jednak dochodzi do słowa w debacie publicznej w tym kraju. Własna historia autorki i rozmowy z wieloma innymi osobami, które przez ostatnie lata przeprowadziły się z Polski do Norwegii – artystami, budowlańcami, naukowcami. To rzecz o migracji, o Polsce i o Norwegii, o uprzedzeniach i rasizmie, ale również o solidarności i empatii, o prawach pracowniczych i o spotkaniach między ludźmi, które pozwalają nam zobaczyć się nawzajem bez etykietek.

## Twórczość
- Jer er ikke polakken din, 2022, Manifest[12]
- Julekarpa og den anonyme nissen w: "Rød jul", 2022, Manifest[13]
- Nie jestem twoim Polakiem. Reportaż z Norwegii, 2023, Krytyka Polityczna[14]
- How to miss a homeland, w: "Just Beside (Poland of their Dreams)", 2023, Oslo[15]